# Neuschoo
Neuschoo este o comună din landul Saxonia Inferioară, Germania.